# Брати Даффери
Метт і Росс Даффери (англ. Matt and Ross Duffer), або ж брати Даффери, є американськими кіно та телевізійними сценаристами, режисерами та продюсерами. Найбільш відомі як творці та виконавчі продюсери науково-фантастичного драматичного серіалу жахів Netflix «Дивні дива». Вони також написали та зняли психологічний фільм жахів «Зачаївшись» 2015 року, а також написали та продюсували епізоди для детективного науково-фантастичного серіалу Fox «Вейворд Пайнс».
Вони однояйцеві брати-близнюки і з дитинства підтримували близькі стосунки. Над усіма проєктами вони працюють у парі.

## Кар'єра
Після того, як брати написали та зняли кілька короткометражних фільмів, їхній сценарій для постапокаліптичного фільму жахів «Зачаївшись» придбала Warner Bros.. Далі брати зняли фільм «Зачаївшись», який вийшов у 2015 році. Далі брати Даффер були найняті сценаристами/продюсерами для телесеріалу Fox «Вейворд Пайнс».

### «Дивні дива»
Маючи досвід роботи на телебаченні, вони почали пропонувати свою ідею для «Дивних див», яку Ден Коен зрештою приніс Шону Леві. За підтримки виробничої компанії Levy's 21 Laps шоу швидко підхопив Netflix. Дія серіалу розгортається в Індіані 1980-х років і є даниною попкультурі 80-х, натхненною та естетично поінформованою, серед інших, роботами Стівена Спілберга, Джона Карпентера, Стівена Кінга та Джорджа Лукаса.
Серіал перший сезон серіалу вийшов 15 липня 2016 року й отримавши величезну похвалу, особливо за характер, темп, атмосферу, акторську гру, саундтрек, режисуру, сценарій та шанування жанрових фільмів 1980-х років. Серіал швидко став культовим в Інтернеті. Агрегатор рецензій Rotten Tomatoes оцінив серіал у 95 % на основі 82 рецензій із середньозваженим балом 7,96/10. Консенсус критиків сайту стверджує: «Захоплюючий, карколомний, а часом і страшний, Stranger Things діє як спогад про фільми Спілберга та старовинне телебачення 1980-х».
30 вересня 2019 року Netflix оголосив про підписання контракту з Дафферами на створення інших фільмів і телевізійних шоу упродовж наступних років.
У березні 2021 року дует оголосив, що об'єднається зі Стівеном Спілбергом, щоб адаптувати «Талісман» Стівена Кінга як серіал Netflix. Вони обоє будуть виконавчими продюсерами.

## Особисте життя
Брати Даффери народилися та виросли в Даремі, штат Північна Кароліна. Вони почали знімати фільми в третьому класі, використовуючи відеокамеру Hi8, яку подарували їхні батьки. Вони відвідували дитячу школу Дьюка, приватну приміську школу, а потім старшу школу Чарльза Е. Джордана, велику державну школу Дарема. Вони переїхали в Орандж, штат Каліфорнія, щоб вивчати кіно в коледжі кіно та медіа-мистецтва Додж університету Чепмена, який закінчили в 2007 році.

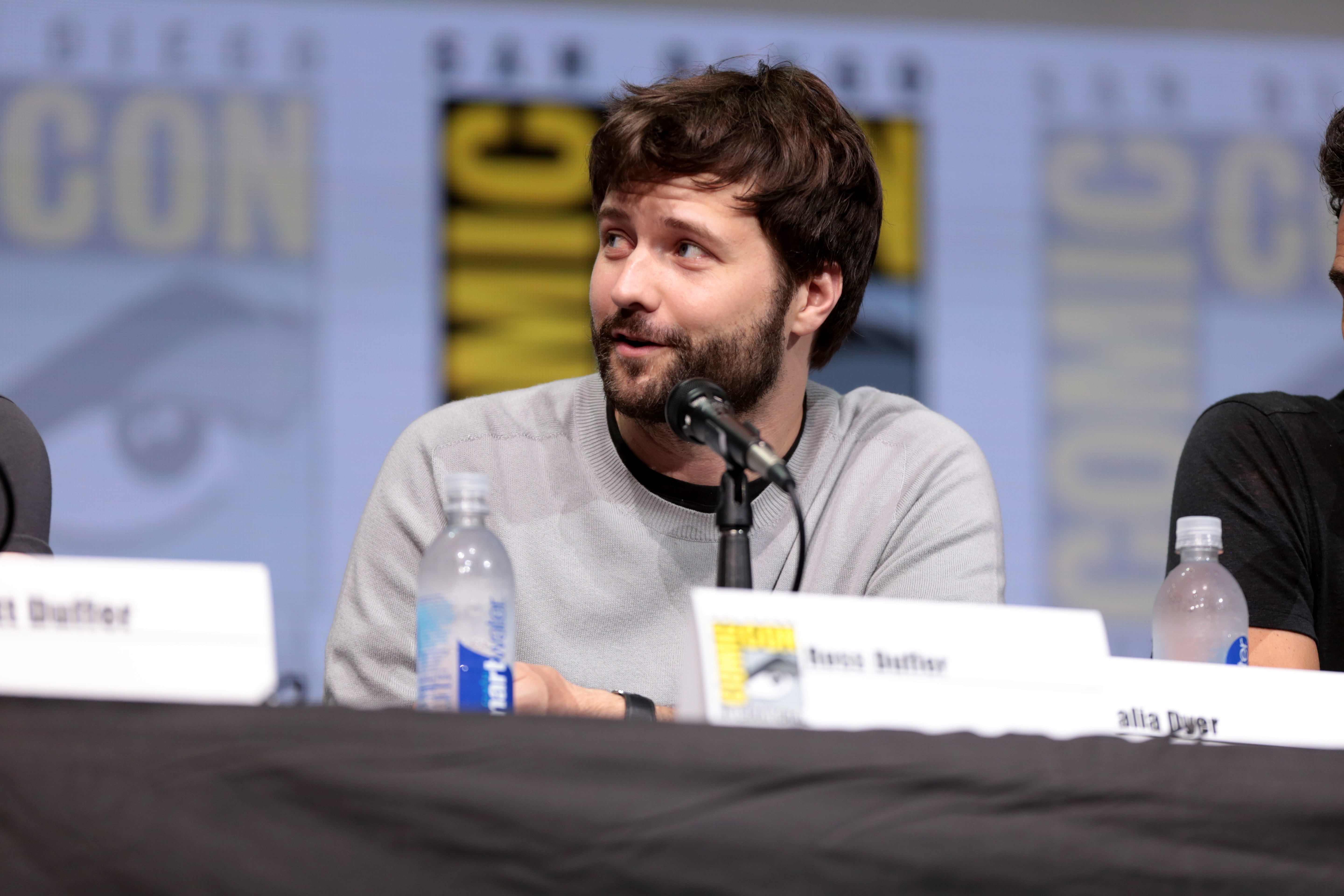
Росс Даффер на Comic-Con у Сан-Дієго 2017

Росс Даффер одружився з режисеркою Лі Джаньяк у Палм-Спрінгз, штат Каліфорнія, у грудні 2015 року. Пара познайомилася в 2006 році в продюсерській компанії в Лос-Анджелесі, де вона була асистенткою продюсера, а він стажувався.

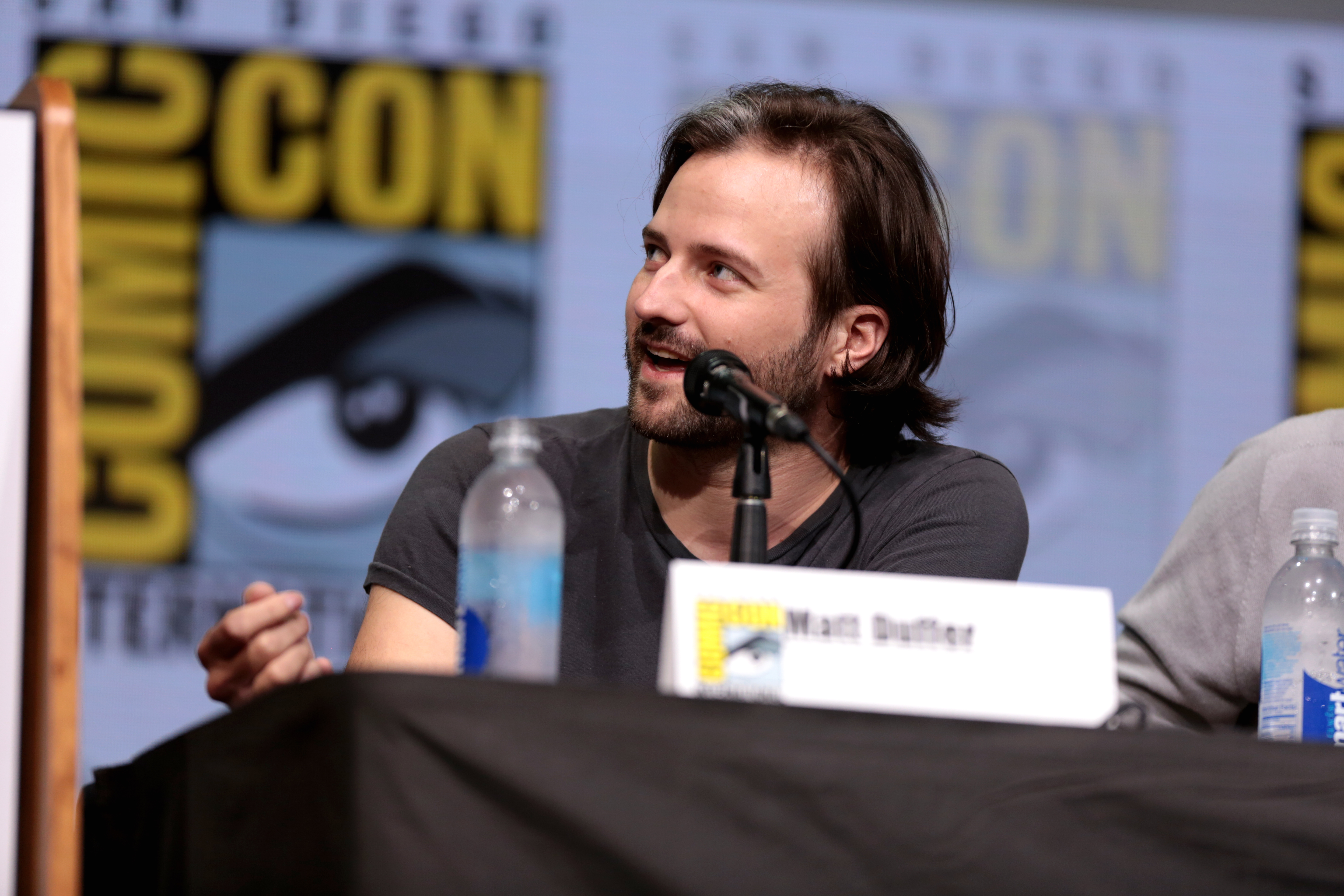
Метт Даффер на Comic-Con у Сан-Дієго 2017

У березні 2018 року братів Дафферів звинуватили в соціальних мережах, що вони словесно образили дівчину, яка працювала над «Дивними дивами», на зйомках серіалу. Вона сказала, що не повернеться на 3 сезон, тому що брати Даффери створили вороже робоче середовище для жінок. Брати заперечували цю заяву, і розслідування Netflix не виявило жодних правопорушень.

## Фільмографія

### Фільми
| Рік  | Назва                  | Вказані як | Вказані як | Вказані як | Вказані як | Примітки                                                                                   |
| Рік  | Назва                  | Режисери   | Сценаристи | Продюсери  | Інше       | Примітки                                                                                   |
| ---- | ---------------------- | ---------- | ---------- | ---------- | ---------- | ------------------------------------------------------------------------------------------ |
| 2005 | Ми всі падаємо         | Так        | Так        | Ні         | Ні         | Короткометражний фільм                                                                     |
| 2006 | Великий палець на нозі | Ні         | Ні         | Ні         | Так        | Короткометражний фільм                                                                     |
| 2007 | їдачка                 | Так        | Так        | Так        | Ні         | Короткометражний фільм                                                                     |
| 2008 | Молочник               | Ні         | Ні         | Так        | Так        | Короткометражний фільм                                                                     |
| 2008 | Суботній вечір у Норми | Ні         | Ні         | Так        | Ні         | Короткометражний фільм                                                                     |
| 2009 | Хлопчики Авраама       | Ні         | Так        | Так        | Так        | Короткометражний фільм                                                                     |
| 2009 | Дорога до Молоха       | Ні         | Так        | Ні         | Ні         | Короткометражний фільм                                                                     |
| 2012 | Посудина               | Ні         | Так        | Ні         | Ні         | Короткометражний фільм                                                                     |
| 2014 | Медовий місяць         | Ні         | Ні         | Ні         | Так        | Особлива подяка                                                                            |
| 2015 | Зачаївшись             | Так        | Так        | Ні         | Ні         | Дебютний повнометражний фільм. Завершено у 2012 році, отримав обмежений випуск у 2015 році |

### Серіали
| Рік     | Назва         | Вказані як | Вказані як  | Вказані як          | Вказані як | Примітки                          |
| Рік     | Назва         | Режисери   | Сценаристи  | Виконавчі продюсери | Творці     | Примітки                          |
| ------- | ------------- | ---------- | ----------- | ------------------- | ---------- | --------------------------------- |
| 2015–16 | Вейворд Пайнс | Ні         | 4 епізоди   | Так                 | Ні         | Співвиконавчі продюсери (1 сезон) |
| 2016–25 | Дивні дива    | 24 епізоди | 17 епізодів | 42 епізоди          | Так        |                                   |

## Нагороди
| Рік  | Нагорода                         | Категорія                                    | Робота                                              | Результат | Прим.         |
| ---- | -------------------------------- | -------------------------------------------- | --------------------------------------------------- | --------- | ------------- |
| 2016 | American Film Institute Award    | Top 10 TV Programs of the Year               | Дивні дива                                          | Перемога  | [ 16 ]        |
| 2016 | Critics' Choice Television Award | Best Drama Series                            | Дивні дива                                          | Номінація | [ 17 ] [ 18 ] |
| 2016 | Critics' Choice Television Award | Most Bingeworthy Show                        | Дивні дива                                          | Номінація | [ 17 ] [ 18 ] |
| 2017 | American Film Institute Award    | Top 10 TV Programs of the Year               | Дивні дива                                          | Перемога  | [ 19 ]        |
| 2017 | Bram Stoker Award                | Best Screenplay                              | Дивні дива «Розділ перший: Зникнення Вілла Байєрса» | Номінація | [ 20 ]        |
| 2017 | Bram Stoker Award                | Best Screenplay                              | Дивні дива «Розділ восьмий: Догори дриґом»          | Номінація | [ 20 ]        |
| 2017 | Bram Stoker Award                | Superior Achievement in a Screenplay         | Дивні дива «Розділ перший: MADMAX»                  | Номінація | [ 21 ]        |
| 2017 | British Academy Television Award | Best International Programme                 | Дивні дива                                          | Номінація | [ 22 ]        |
| 2017 | Directors Guild of America Award | Outstanding Directing — Drama Series         | Дивні дива «Розділ перший: Зникнення Вілла Байєрса» | Номінація | [ 23 ]        |
| 2017 | Dorian Award                     | TV Drama of the Year                         | Дивні дива                                          | Номінація | [ 24 ]        |
| 2017 | Dragon Award                     | Best Science Fiction or Fantasy TV Series    | Дивні дива                                          | Перемога  | [ 25 ]        |
| 2017 | Empire Award                     | Best TV Series                               | Дивні дива                                          | Номінація | [ 26 ]        |
| 2017 | Fangoria Chainsaw Award          | Best TV Series                               | Дивні дива                                          | Перемога  | [ 27 ]        |
| 2017 | Golden Globe Award               | Best Television Series — Drama               | Дивні дива                                          | Номінація | [ 28 ]        |
| 2017 | Hugo Award                       | Best Dramatic Presentation                   | Дивні дива 1 сезон                                  | Номінація | [ 29 ]        |
| 2017 | MTV Movie &amp; TV Award         | Best Show                                    | Дивні дива                                          | Перемога  | [ 30 ]        |
| 2017 | National Television Award        | Best Period Drama                            | Дивні дива                                          | Номінація | [ 31 ]        |
| 2017 | NME Award                        | Best TV Series                               | Дивні дива                                          | Номінація | [ 32 ]        |
| 2017 | People's Choice Award            | Favorite TV Show                             | Дивні дива                                          | Номінація | [ 33 ]        |
| 2017 | Primetime Emmy Award             | Outstanding Directing for a Drama Series     | Дивні дива «Розділ перший: Зникнення Вілла Байєрса» | Номінація | [ 34 ]        |
| 2017 | Primetime Emmy Award             | Outstanding Drama Series                     | Дивні дива                                          | Номінація | [ 34 ]        |
| 2017 | Primetime Emmy Award             | Outstanding Writing for a Drama Series       | Дивні дива «Розділ перший: Зникнення Вілла Байєрса» | Номінація | [ 34 ]        |
| 2017 | Producers Guild of America Award | Best Episodic Drama                          | Дивні дива                                          | Перемога  | [ 35 ]        |
| 2017 | Satellite Award                  | Best Television Series — Genre               | Дивні дива                                          | Номінація | [ 36 ]        |
| 2017 | Saturn Award                     | Best New Media Television Series             | Дивні дива                                          | Перемога  | [ 37 ] [ 38 ] |
| 2017 | Shorty Award                     | Best TV Show                                 | Дивні дива                                          | Номінація | [ 39 ]        |
| 2017 | TCA Award                        | Outstanding Achievement in Drama             | Дивні дива                                          | Номінація | [ 40 ]        |
| 2017 | TCA Award                        | Outstanding New Program                      | Дивні дива                                          | Номінація | [ 40 ]        |
| 2017 | TCA Award                        | Program of the Year                          | Дивні дива                                          | Номінація | [ 40 ]        |
| 2017 | Teen Choice Award                | Choice Breakout Series                       | Дивні дива                                          | Номінація | [ 41 ]        |
| 2017 | Teen Choice Award                | Choice Fantasy/Sci-Fi Series                 | Дивні дива                                          | Номінація | [ 41 ]        |
| 2017 | Writers Guild of America Award   | Television: Dramatic Series                  | Дивні дива                                          | Номінація | [ 42 ]        |
| 2017 | Writers Guild of America Award   | Television: New Series                       | Дивні дива                                          | Номінація | [ 42 ]        |
| 2018 | Critics' Choice Television Award | Best Drama Series                            | Дивні дива                                          | Номінація | [ 43 ]        |
| 2018 | Directors Guild of America Award | Outstanding Directing — Drama Series         | Дивні дива «Розділ дев'ятий: Ворота»                | Номінація | [ 44 ]        |
| 2018 | Empire Award                     | Best TV Series                               | Дивні дива                                          | Номінація | [ 45 ]        |
| 2018 | Golden Globe Award               | Best Television Series — Drama               | Дивні дива                                          | Номінація | [ 46 ]        |
| 2018 | MTV Movie &amp; TV Award         | Best Show                                    | Дивні дива                                          | Перемога  | [ 47 ]        |
| 2018 | Nickelodeon Kids' Choice Award   | Favorite TV Show                             | Дивні дива                                          | Перемога  | [ 48 ]        |
| 2018 | NME Award                        | Best TV Series                               | Дивні дива                                          | Перемога  | [ 49 ]        |
| 2018 | Primetime Emmy Award             | Outstanding Directing for a Drama Series     | Дивні дива «Розділ дев'ятий: Ворота»                | Номінація | [ 50 ]        |
| 2018 | Primetime Emmy Award             | Outstanding Drama Series                     | Дивні дива                                          | Номінація | [ 50 ]        |
| 2018 | Primetime Emmy Award             | Outstanding Writing for a Drama Series       | Дивні дива «Розділ дев'ятий: Ворота»                | Номінація | [ 50 ]        |
| 2018 | Producers Guild of America Award | Best Episodic Drama                          | Дивні дива                                          | Номінація | [ 51 ]        |
| 2018 | Satellite Award                  | Best Television Series — Genre               | Дивні дива                                          | Номінація | [ 52 ]        |
| 2018 | Saturn Award                     | Best New Media Television Series             | Дивні дива                                          | Номінація | [ 53 ]        |
| 2018 | Teen Choice Award                | Choice Fantasy/Sci-Fi Series                 | Дивні дива                                          | Номінація | [ 54 ]        |
| 2018 | Writers Guild of America Award   | Television: Dramatic Series                  | Дивні дива                                          | Номінація | [ 55 ]        |
| 2019 | Grammy Award                     | Best Compilation Soundtrack for Visual Media | Дивні дива                                          | Номінація | [ 56 ]        |
| 2019 | Nickelodeon Kids' Choice Award   | Favorite TV Drama                            | Дивні дива                                          | Номінація | [ 57 ]        |
| 2019 | People's Choice Awards           | Bingeworthy Show of 2019                     | Дивні дива                                          | Номінація | [ 58 ]        |
| 2019 | People's Choice Awards           | Drama Show of 2019                           | Дивні дива                                          | Перемога  | [ 58 ]        |
| 2019 | People's Choice Awards           | Sci-Fi/Fantasy Show of 2019                  | Дивні дива                                          | Номінація | [ 58 ]        |
| 2019 | People's Choice Awards           | Show of 2019                                 | Дивні дива                                          | Перемога  | [ 58 ]        |
| 2019 | Saturn Award                     | Best Streaming Horror & Thriller Series      | Дивні дива                                          | Перемога  | [ 59 ]        |
| 2019 | Teen Choice Award                | Choice Summer TV Show                        | Дивні дива                                          | Перемога  | [ 60 ]        |
| 2020 | Satellite Award                  | Best Genre Series                            | Дивні дива                                          | Перемога  | [ 61 ]        |
| 2020 | Primetime Emmy Award             | Outstanding Drama Series                     | Дивні дива                                          | Номінація | [ 62 ]        |